# Brayan Emery
Brayan Emery Ferrer (Cartagena de Indias, 15 de marzo de 1998) es un beisbolista colombiano que juega como jardinero en la organización de New York Yankees en las Ligas Menores de Béisbol de Clase Rookie (Rk).

## Carrera en Ligas Menores
El 30 de mayo de 2015 firmó con la organización de New York Yankees para la Dominican Summer League de Ligas Menores donde disputó 61 juegos, anotando 42 carreras, 43 hits, 3 jonrones y 34 carreras impulsadas. En 2016 pasó a jugar con GCL Yankees East en la Gulf Coast League disputó 32 juegos anotando 8 carreras, 22 hits, 1 jonrón y 5 carreras impulsadas, el 22 de junio de 2017 inició temporada con el Pulaski Yankees donde jugó 26 juegos anotando 8 carreras, 19 hits, 2 jonrones y 14 carreras impulsadas. Acumulando en ligas menores un total de 119 juegos, anotando 58 carreras, 84 hits, 6 jonrones, 53 carreras impulsadas y un promedio de bateo de .198.

## Copa Mundial Sub-23
En 2018 disputó tres juegos con la Selección de béisbol de Colombia frente Países Bajos, Sudáfrica y México, anotó 2 carreras, 4 hits, 3 dobles e impulso 3 carreras con promedio de bateo de .500.

## Liga Colombiana de Béisbol Profesional
- Novato del año: 2016-17 con Indios de Cartagena

### Estadísticas de bateo en Colombia
| Año     | Equipo              | Liga | VB | C | Hits | HR | CI | BA   | BR |
| ------- | ------------------- | ---- | -- | - | ---- | -- | -- | ---- | -- |
| 2016-17 | Indios de Cartagena | LCBP | 65 | 5 | 16   | 1  | 8  | .246 | 1  |
| TOTAL   |                     |      | 65 | 5 | 16   | 1  | 8  | .246 | 1  |

## Logros
- Campeonato Panamericano de Béisbol Sub-12:
  -  Medalla de bronce: 2009